# トッド・マクファーレン
トッド・マクファーレン（Todd McFarlane、1961年3月16日 - ）は、カナダの漫画家、作家。『スポーン』の作者、コミックブックのスタッフとして知られている。

## 生い立ち
カナダはアルバータ州のカルガリーに生まれた。William Aberhart High Schoolを卒業した17歳の頃にコミックブックに出会ったことで、作家たちのファンになる。
1980年代初頭、Eastern Washington Universityの野球奨学制度に参加。グラフィックアートを学ぶ。卒業後はプロの野球の道に進もうと考えていたが、3年生の頃に足首を負傷してしまう。大学在学中はスポケーンのコミックショップで働いていた。彼の描いたDCやマーベルのヒーローの絵は、地元の店舗で販売されていた。またAlberta College of Art and Designにも通っていた。

## 活動
1984年、エピックコミックのCoyoteのバックストーリーを担当。ほどなくDCコミックやマーベル・コミックで仕事をするようになる。
1987年にはバットマンのイラストを担当、1988年にはアメイジング・スパイダーマンのイラストにも参加し、この仕事が評価を大きく変えることとなった。だが1990年には描く事に疲れたとジム・サリクラップに語ったが、ジムは月刊誌「スパイダーマン」に新しい作品を描く事を依頼。マクファーレンは14冊担当した。
ウルヴァリンやX-FORCE、ゴーストライダーの挿絵も担当している。
1992年に、新興コミック出版社イメージ・コミックの設立に参加。それまでアメリカのコミックは作品の著作権は出版社に帰属しアーティストは社員として執筆する形式だったが、同社は日本の漫画と同様に漫画家に著作権が帰属する形式となり、マクファーレンの出版した作品『スポーン』が大ヒットしたことで一躍資産家となった。また、自身の作品のアクションフィギュアを販売する会社マクファーレン・トイズを設立し、これまでのアクションフィギュア以上にこだわった出来で、一大ブームを巻き起こした。
1998年にマーク・マグワイアが打った70号ホームランボールを、オークションで270万ドルで落札したことでも知られる（手数料や税金を含めると300万ドル）。